# Affaire Chesne-Louvet
L'affaire Chesne-Louvet ou affaire de la grotte sanglante ou affaire Patrick Isoird est une affaire criminelle de séquestration et d'assassinat sur la personne de Patrick Isoird en juillet 2014, le corps de la victime ayant été retrouvé dans une cavité souterraine de la ville de Sète. Cette affaire a entraîné la condamnation de Rémi Chesne à trente ans de réclusion criminelle et Audrey Louvet, sa complice, à douze ans de réclusion criminelle, en janvier 2021.

## Les faits
Le 23 juin 2014, Patrick Isoird, divorcé, père d'une adolescente, disparaît. Sa famille retrouve son scooter garé devant le cimetière Le Py. Dans celui-ci, on retrouve son téléphone portable et dans la liste de ses derniers appels, le contact d'Audrey Louvet, une ancienne connaissance qui avait repris contact avec lui. Son frère signale sa disparition au commissariat de Sète. Le corps est retrouvé le 17 juillet 2014 par les enquêteurs du SRPJ de Montpellier à la grotte du mont Saint-Clair. Patrick Isoird a été entravé et tué de deux coups de fusil. Le corps est partiellement calciné.

## L'enquête
L'enquête se dirige vers Audrey Louvet, une des dernières personnes à avoir été en contact avec Patrick Isoird. Les images de vidéosurveillance d'une station-service la montrent se dirigeant avec Patrick Isoird vers la grotte. Audrey Louvet déclare tout d'abord qu'elle a eu un simple rendez-vous amoureux avec Patrick Isoird et qu'elle est rentrée chez elle, accompagnée par un ami, Rémi Chesne. Puis elle change de version et déclare qu'elle a servi d'appât sur les demandes de Rémi Chesne qui lui disait que Patrick Isoird lui devait de l'argent.
Les enquêteurs découvrent que Patrick Isoird était l'amant de l'ancienne femme de Rémi Chesne, Nadège, décédée par pendaison en 2009. L'enquête avait conclu à un suicide, mais le médecin légiste avait déclaré : « Si l'hypothèse suicidaire semble la plus probable, l'intervention d'un tiers dans la genèse du décès ne peut être totalement exclue. » Les enquêteurs soupçonnent Rémi Chesne d'avoir assassiné sa femme et d'avoir voulu se venger, des années après, de Patrick Isoird,,. Rémi Chesne nie cette hypothèse, déclare qu'il n'est pas rancunier, et qu'il a depuis refait sa vie avec une nouvelle compagne. Mais la dette d'argent de Patrick Isoird est imaginaire puisque Rémi Chesne est multipropriétaire et a 400 000 euros en banque. Marqué par la rancœur tenace d'avoir été  trompé cinq ans plus tôt, il lui aurait tendu un piège ː à l'issue d’une reconstitution en juin 2017, Audrey Louvet reconnaît avoir attiré Patrick Isoird dans la grotte, contre la promesse d'une petite gâterie selon une confidente. Rémi Chesne aurait alors surgi masqué, ganté, et armé d'un fusil de chasse. Trois semaines plus tard, le corps de Patrick Isoird est retrouvé mort dans cette grotte, tué de deux balles de fusil à boup portant, putréfié et en partie carbonisé.
En 2018, un arrêt de la chambre de l'instruction de la cour d'appel de Montpellier décide de rouvrir l'enquête à la suite de la découverte d'un mégot dans la grotte. L'identification ADN révèle qu'il appartient à un homme incarcéré à Lyon et mis en cause dans plusieurs affaires (stupéfiants, trafic d'armes, association de malfaiteurs). Les avocats de Rémi Chesne demandent que cette piste soit creusée et dénoncent une enquête qui ne se serait focalisée selon eux que sur la piste de la vengeance amoureuse et pas sur celle d'un meurtre crapuleux. Finalement, s'agissant d'un ADN partiel retrouvé sur ce mégot, le laboratoire révélera qu'il ne correspond pas à celui du malfaiteur,.

## Le procès
Rémi Chesne est renvoyé devant la cour d’assises de l’Hérault à Montpellier pour « assassinat » et Audrey Louvet, pour « complicité d'assassinat ». Ils risquent tous deux la réclusion criminelle à perpétuité. Le procès a lieu après plusieurs reports dus à la crise sanitaire le 18 janvier 2021. 
Deux versions s'affrontent au procès. Audrey Louvet accuse Rémi Chesne de l'avoir manipulée, et affirme qu'elle ignorait ses véritables intentions contre Patrick Isoird. Rémi Chesne, lui, proclame son innocence et déclare qu'il ne comprend pas pourquoi Audrey Louvet l'accuse,. 

## Les condamnations
L'avocat général requiert la perpétuité contre Rémi Chesne et dix ans contre Audrey Louvet.
Rémi Chesne est finalement condamné à trente ans de réclusion criminelle pour enlèvement, séquestration et assassinat. Audrey Louvet est acquittée du crime d'assassinat et condamnée à douze ans de prison pour complicité d’enlèvement et séquestration. Aucun des deux ne fait appel.

### Documentaires télévisés
- « Guet-apens mortel à Sète » (premier reportage) dans « ... en direct L'appel des familles » le 8 février 2016 dans Crimes sur NRJ 12.
- « Affaire Patrick Isoird : Rendez-vous mortel à Sète » le 3 février 2018 dans Chroniques criminelles sur TFX.
- « Affaire Isoird : rendez-vous avec la mort » le 30 janvier 2019 dans Enquêtes criminelles : le magazine des faits divers sur W9.
- « La grotte sanglante » le 19 novembre 2021 dans "L'enquête de ma vie" Saison 4 épisode 4 sur Planète+ Crime.
- « Affaire Patrick Isoird, piège machiavélique » le 23 avril 2022 dans Au bout de l'enquête, la fin du crime parfait ? sur France 2.
- « La grotte sanglante de Sète » le 6 novembre 2022 dans Faites entrer l'accusé sur RMC Story.